# Hüseyin Özkan
Hüseyin Özkan, né le 20 janvier 1972 à Argoun (RSFS de Russie), est un judoka turc d'ethnie tchétchène, évoluant dans la catégorie des moins de 60 kg (poids super-légers) puis des moins de 65-66 kg (poids mi-légers). Il est sacré champion olympique en 2000 en poids mi-légers.

## Palmarès
| Année | Compétition           | Lieu       | Résultat | Catégorie      |
| ----- | --------------------- | ---------- | -------- | -------------- |
| 1993  | Championnats d'Europe | Athènes    | 2e       | Moins de 60 kg |
| 1997  | Championnats d'Europe | Ostende    | 1er      | Moins de 65 kg |
| 1997  | Jeux méditerranéens   | Bari       | 1er      | Moins de 65 kg |
| 1999  | Championnats d'Europe | Bratislava | 3e       | Moins de 66 kg |
| 1999  | Championnats du monde | Birmingham | 2e       | Moins de 66 kg |
| 2000  | Jeux olympiques       | Sydney     | 1er      | Moins de 66 kg |
| 2003  | Championnats d'Europe | Düsseldorf | 3e       | Moins de 66 kg |